# Skalní brána na řece Iseť
Skalní brána neboli Kamenná vrata (rusky Каменные ворота) je jednou mnoha přírodních zajímavostí na území města Kamenska-Uralského v nejjižnější části Sverdlovské oblasti Ruské federace, zhruba 93 km jihovýchodně od Jekatěrinburgu. Vápencová, 20 metrů vysoká skalní brána, která je pro své geomorfologické a historické hodnoty chráněná jako přírodní památka, se nachází v zátočině na pravém břehu řeky Iseť a je považována za jeden ze symbolů Kamenska-Uralského.

## Geografie
Skalní brána se nachází na území někdejší vesnice Martjuš (Мартюш), která je od roku 1945 částí jednoho z městských obvodů Kamenska-Uralského. Na protějším břehu řeky Iseť se rozkládá nejstarší městská čtvrť Starý Kamensk (Старый Каменск). Kamensk-Uralskij, který byl vybudován v oblasti bohatých železnorudných ložisek na horním toku řeky Iseť, levostranného přítoku Tobolu, je třetím nejlidnatějším městem Sverdlovské oblasti a zároveň také hospodářským a kulturním centrem Středního Uralu. 

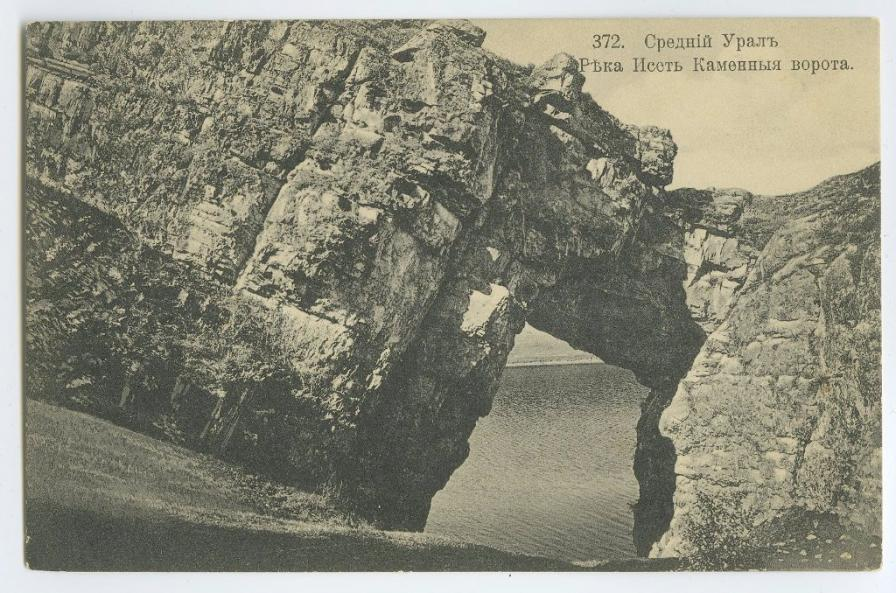
Skalní brána na pohlednici z r. 1909 (autor snímku: V. L. Metenkov)

Městu na soutoku Kamenky a Isetě se přezdívá „Jižní brána Středního Uralu“, případně „Muzeum pod širým nebem“ kvůli množství přírodních zajímavostí. Nedaleko Kamenných vrat se na pravém břehu Isetě nachází skála Филин (Výr), v další zátočině po proudu lze nalézt skalní útvary Пельмень-камень (Kámen pelmeň), Говорливый камень (v doslovném překladu Upovídaný kámen nebo v přeneseném smyslu slova Bublající kámen) a Три пещеры (Tři jeskyně). Na dalších skalách v okolí jsou vyhlídková místa, odkud lze spatřit proslulou skalní bránu. 
Také na březích Kamenky poblíž jejího soutoku s Isetí jsou populární skalní útvary, jako například Динозавр (Dinosaurus), Чертов палец (Čertův palec) nebo Три брата (Tři bratři). Přímo v centru města se nachází malebný vrch s vápencovými krasovými útvary Богатырёк. I proti proudu řeky západně od města lze spatři zajímavé skály jako Семь братьев (Sedm bratří)  či Слоновьи ноги neboli Мамонт (Mamut), ještě výše proti proudu se nacházejí peřeje Revun a přírodní památka Smolinská jeskyně. Kromě vápencových skalních útvarů jsou na území Kamenska-Uralského také horké prameny a lávové výchozy.

## Historie
Skalní bránu na pravém břehu řeky Iseti u Kamenska poprvé popsal v roce 1811 ředitel permského gymnázia, spisovatel, geograf a vlastivědný badatel Nikita Savvič Popov (Никита Саввич Попов). V roce 1845 vydal skotský geolog a paleontolog Roderick Murchison knihu „The Geology of Russia in Europe and the Ural Mountains“, v níž popisuje zkameněliny mlže Spirifer æquirostris glaber, nalezené ve vápencovém masívu Kamenných vrat u Kamenska. V ruském vydání tohoto díla z roku 1849 byl název skalní brány mylně přeložen jako „Petrovská vrata“ (Петровские ворота). Zajímavý postřeh se objevil ve  „Zprávě generálporučíka Helmersena o geologickém průzkumu Uralu“ ( „Отчет генерал-лейтенанта Гельмерсена о геологических исследованиях, произведённых по Высочайшему повелению на Урале в 1865 году“), publikované v roce 1866. Akademik Gregor von Helmersen, geolog, zakladatel geologické kartografie a důlní inženýr, pocházející z pobaltského šlechtického rodu, jako člen Petrohradské císařské akademie věd známý pod poruštělým jménem Григорий Петрович Гельмерсен, ve své „Zprávě“ přirovnal uralskou skalní bránu z devonských vápenců k Pravčické bráně v Českosaském Švýcarsku (ve zprávě se píše doslova „...совершенно напоминающiя подобную же скалу Пребшиторъ въ богемской части Саксонской Швейцарии“).
První snímky skalní brány na břehu Isetě pořídili v roce 1909 fotograf, chemik a vynálezce Sergej Michajlovič Prokudin-Gorskij (Сергей Михайлович Прокудин-Горский) a jekatěrinburský fotograf  Veniamin Leontjevič Metenkov (Вениамин Леонтьевич Метенков). Černobílý snímek uralské skalní brány je spolu s dalšími fotografiemi S.M. Prokudina-Gorského v majetku Knihovny Kongresu Spojených států amerických, která je zakoupila od Prokudinových dědiců v roce 1948. Metenkovovy snímky jsou vystaveny v jeho někdejším domě v Jekatěrinburgu, který byl v letech 1993 –1998 přeměněn na muzeum fotografie.
V roce 1931 byla poblíž Kamenných vrat založena obec Martjuš, která měla charakter internačního tábora. Ve vesnici, která se skládala z asi dvou set zemljanek, obchodu, mateřské školy a velitelství ozbrojených složek, byly soustředěny rodiny tzv. „rozkulačených“ bývalých sedláků, kteří sem byli pod dozorem NKVD násilně přesunuti a určeni na práci v místních dolech a závodech. 
V roce 1934 unikátní geologické památce hrozila likvidace. Zástupci podniku Uralské hliníkárny (Уральский алюминиевый завод) z Kamenska-Uralského začali zkoumat lokalitu z hlediska možnosti těžby vápence, avšak vzhledem ke složité struktuře zdejší horniny ji museli označit jako neperspektivní a od těžby nakonec upustili. 
K dalšímu ohrožení skalní brány a narušení její stavby došlo až ve druhé dekádě 21. století, kdy ji v roce 2017 poškodili neznámi vandalové, kteří do skály zatloukli železné skoby a dalších pevné jistící horolezecké pomůcky. V té souvislosti se ukázalo, že tato vzácná přírodní památka nebyla nijak chráněna ani označena příslušnými informačními tabulemi.

## Skály v okolí Kamenných vrat

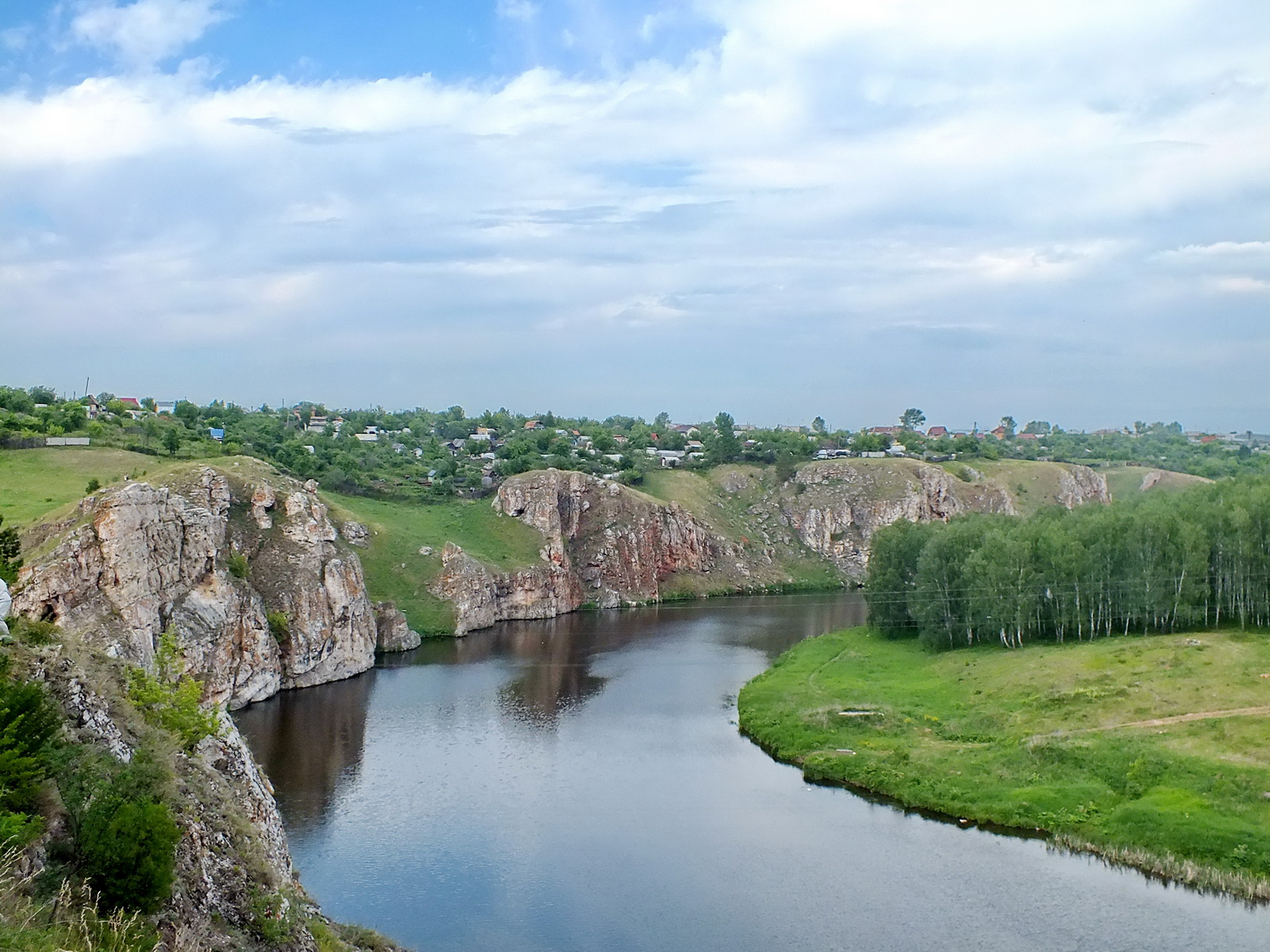
Тři jeskyně na levém břehu Isetě
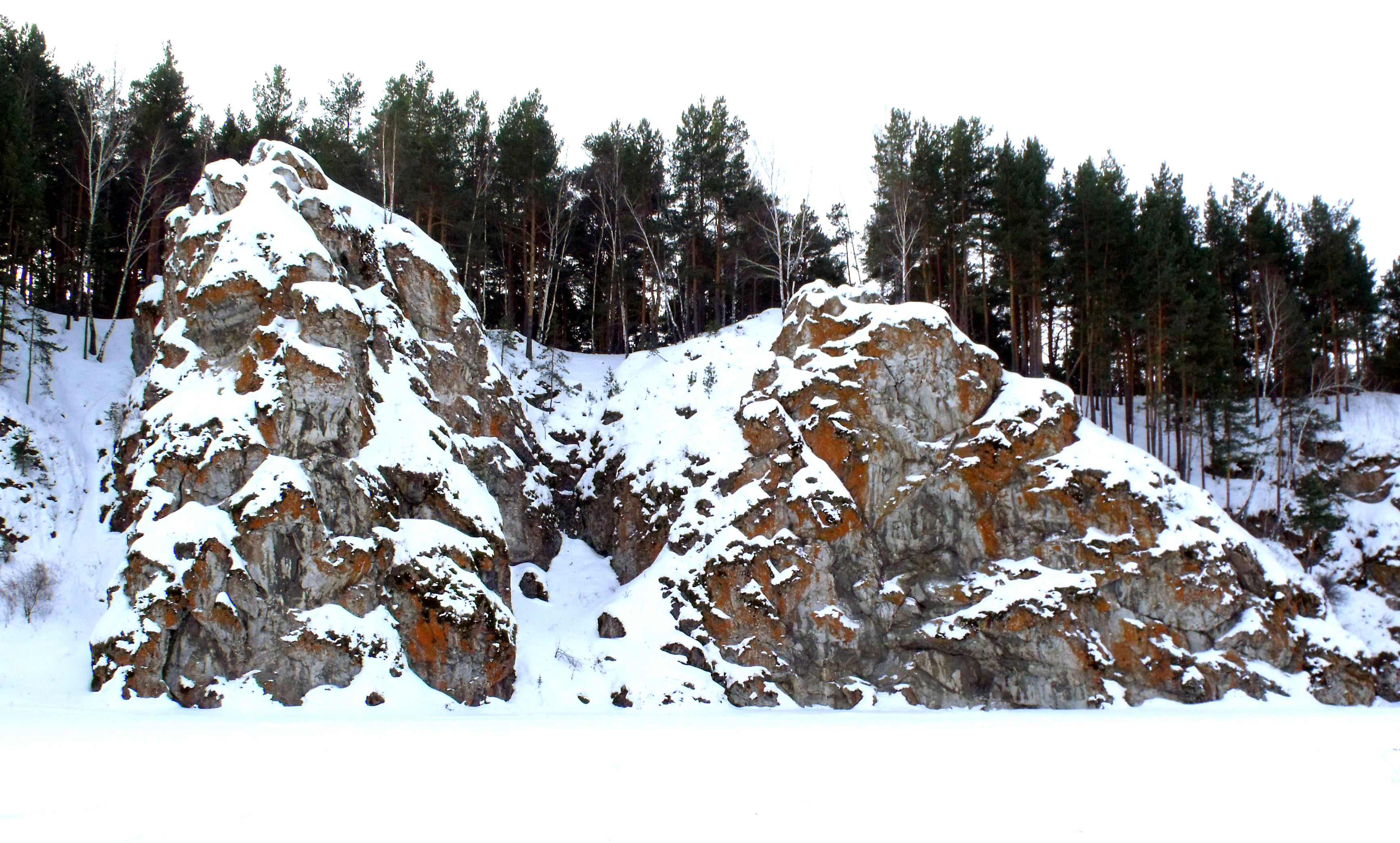
Skály Tři bratři u řeky Kamenky
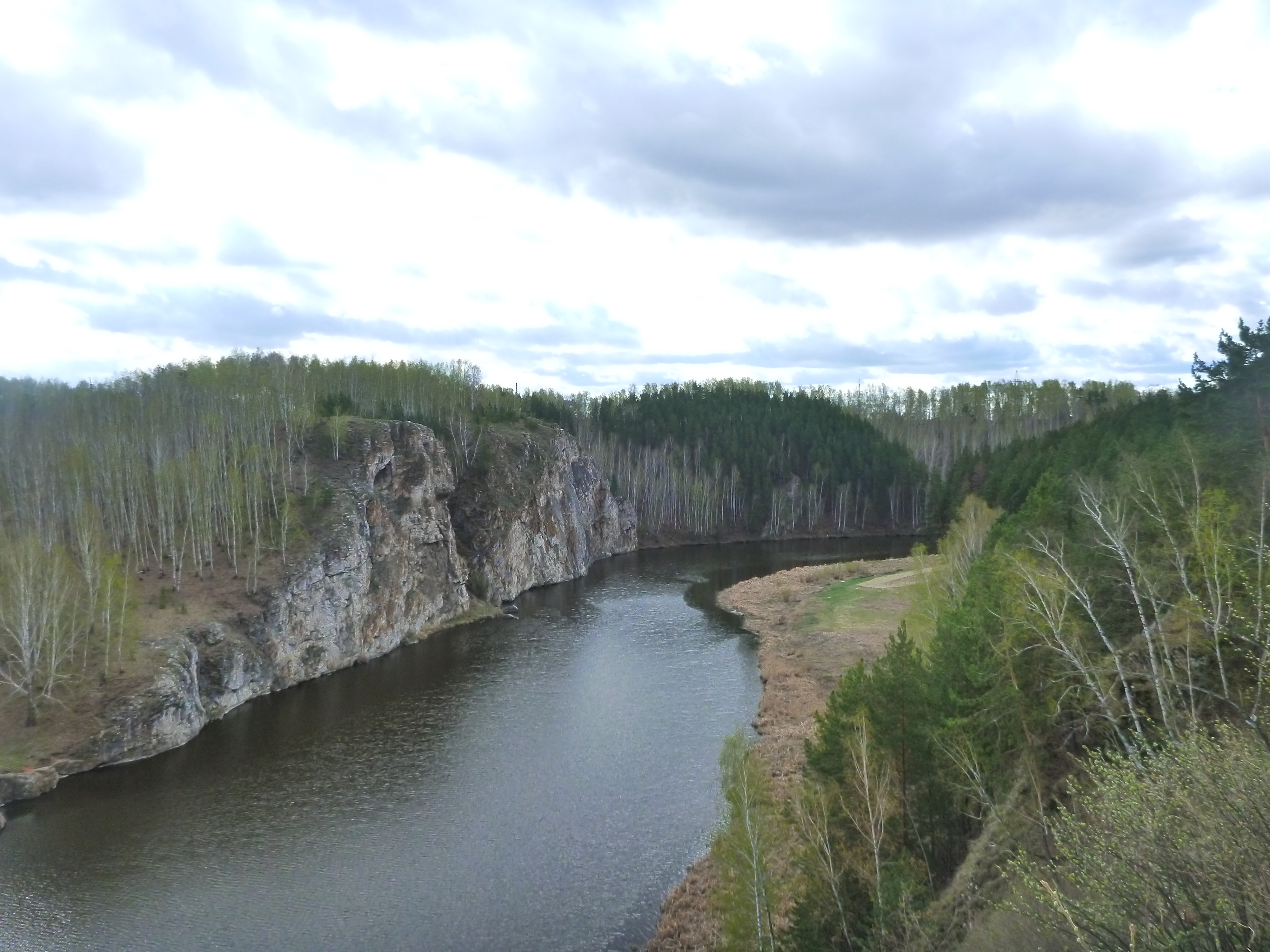
Skála Филин (Výr) nedaleko skalní brány
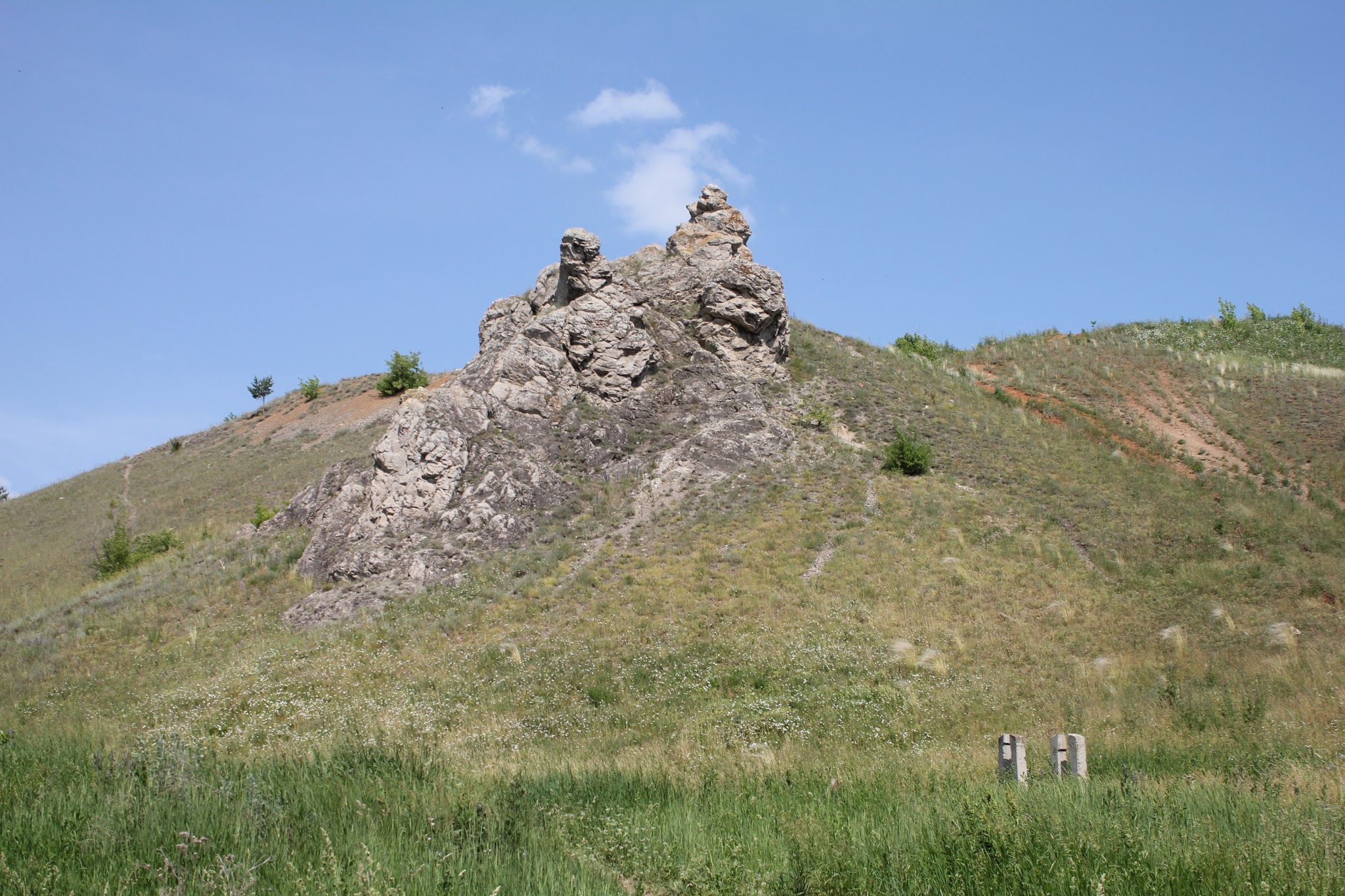
Přírodní památka Bogatyrjok (Богатырёк)
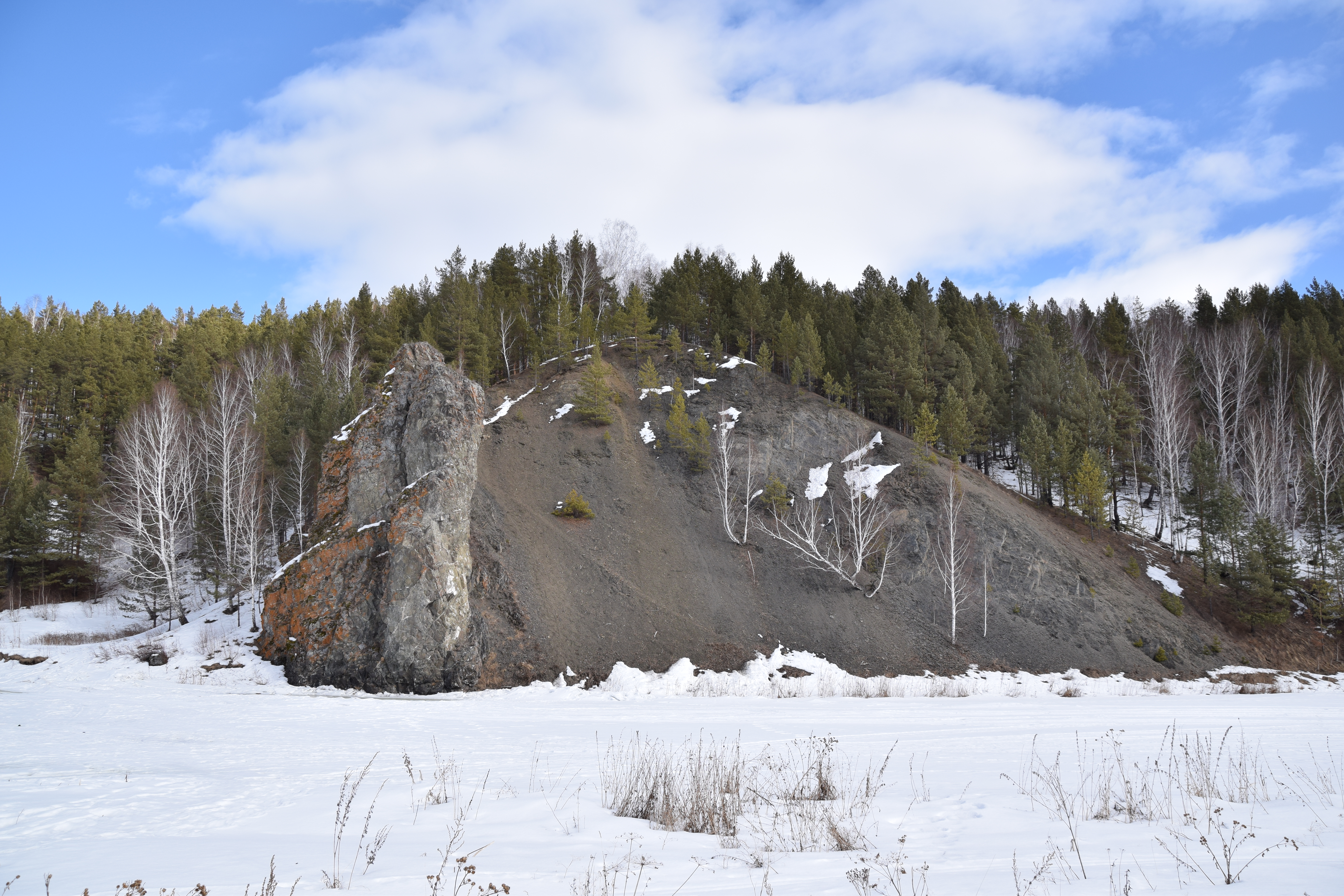
Kamenný sloup neboli Smolinský kámen
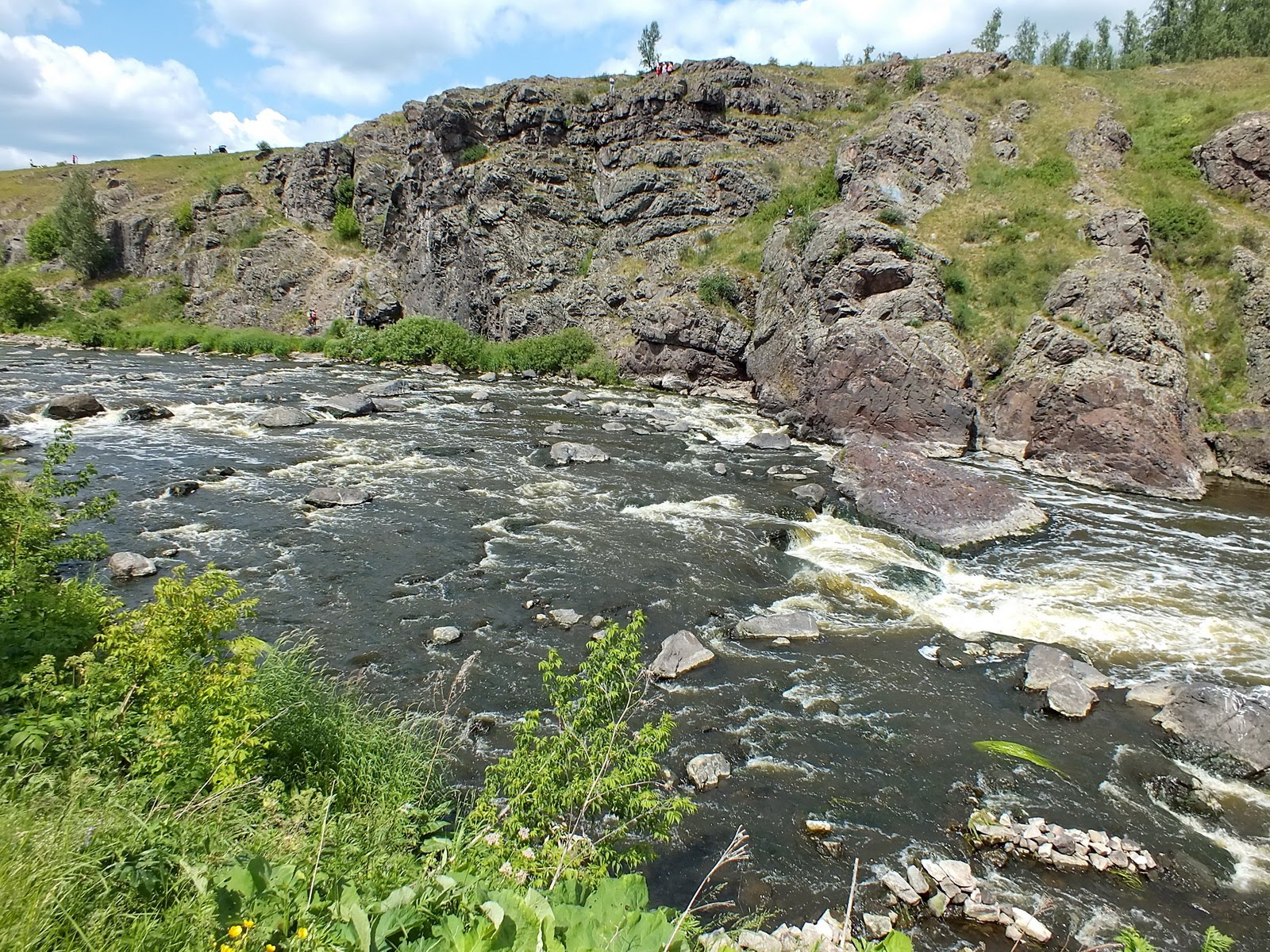
Bekleniščevské skály u peřejí Revun